# Är du maktlös, är din själ bedrövad
Är du maktlös, är din själ bedrövad är en psalmtext med tre verser av okänd uppkänt upphov.

## Publicerad i
- Nya Pilgrimssånger 1892, som nr 251 under rubriken "Strid och lidande".
- Samlingstoner 1919, som nr 135 under rubriken "VI. Trossånger".